# داروين بينزون
داروين بينزون (بالإسبانية: Darwin Pinzón) هو لاعب كرة قدم بنمي في مركز الوسط، ولد في 2 أبريل 1994 في مدينة بنما في بنما. شارك مع منتخب بنما لكرة القدم. أما مع النوادي، فقد لعب مع سبورتينغ سان ميغيليتو.

## وصلات خارجية
- داروين بينزون على موقع إي إس بي إن إف سي (الإنجليزية)
- داروين بينزون على موقع قاعدة بيانات كرة القدم.إي يو (الإنجليزية)
- داروين بينزون على موقع ناشيونال فوتبول تيمز (الإنجليزية)
- داروين بينزون على موقع Soccerway.com (الإنجليزية)
- داروين بينزون على موقع عالم كرة القدم.نت (الإنجليزية)
- داروين بينزون على موقع AS.com (الإسبانية)